# Candice Patton
Candice Patton, född 24 juni 1988 i Jackson, Mississippi, är en amerikansk skådespelare. Hon har en av huvudrollerna TV-serien The Flash, där hon spelar Iris West. Hon medverkade vidare bland annat i thrillern The Guest från 2014. Därutöver har hon haft sporadiska framträdanden i en mängd TV-serier, bland annat Makt och begär (2004–2005) och Sorority Forever (2008).